# Brian Monteith
Brian Monteith (født 8. januar 1958) er en skotsk PR-konsulent, politiker og kommentator. 

## Konservativt medlem af det skotske parlament
Det konservative parti fik indvalgt Brian Monteith i Skotlands parlament fra den 6. maj 1999 til den 3. maj 2007.
I efteråret 2005 blev han dog ekskluderet af det konservative parti.  I resten af valgperioden var han uafhængig medlem af parlamentet. 
Han opstillede ikke til offentlige valg i 2006-2018.

## Kandidat for Brexitpartiet
I april 2019 opstillede Brexitpartiet Brian Monteith som kandidat ved Europa-Parlamentsvalget 2019 i Storbritannien i Nordøst-Englands-kredsen. 